# Khalifa bin Zayed Al Nahyan
Khalīfa bin Zāyed Āl Nahyān (in arabo خليفة بن زايد بن سلطان آل نهيان‎?; al-ʿAyn, 25 gennaio 1948 – Abu Dhabi, 13 maggio 2022), è stato il presidente degli Emirati Arabi Uniti dal 3 novembre 2004 ed emiro di Abu Dhabi dal 2 novembre 2004 al 13 maggio 2022.
Gli succede in quest’ultima carica il fratello, Mohammed bin Zayed Al Nahyan.

## Biografia
Il principe Shaykh Khalīfa bin Zāyed Āl Nahyān è stato il Presidente degli Emirati Arabi Uniti dal 3 novembre 2004 al 13 maggio 2022, nonché emiro dell'emirato di Abu Dhabi e governante della città stessa, figlio primogenito dello scomparso Zāyed bin Sulṭān Āl Nahyān e fratello di Mansur bin Zayd Al Nahyan, ex-proprietario del Manchester City FC.

Secondo la rivista statunitense Forbes è stato uno degli uomini più ricchi del mondo, con un patrimonio stimato di circa 21 miliardi di dollari. Nel 2013 entrò in servizio il suo panfilo denominato Azzam, lo yacht più grande del momento, con una lunghezza di 180 metri ed un costo di realizzazione stimato in 500 milioni di euro. È morto ad Abu Dhabi il 13 maggio 2022 all'età di 74 anni dopo una lunga malattia ed è stato poi sepolto il giorno successivo nel cimitero di al Bateen.

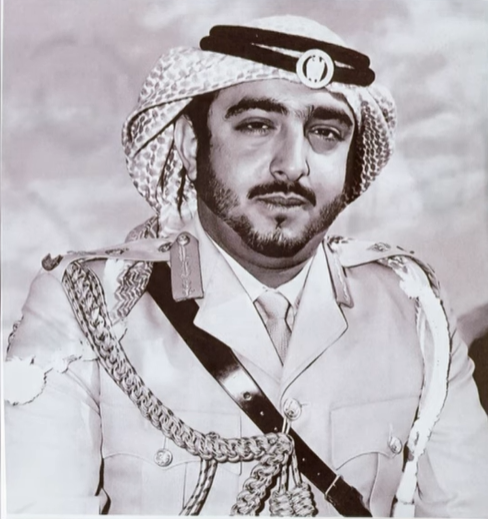
Khalifa bin Zayed nel 1971

## Vita privata
Khalifa era il primogenito di Zayed bin Sultan Al Nahyan e Hassa bint Mohammed bin Khalifa Al Nahyan.
Era sposato con Shamsa bint Suhail Al Mazrouei. Otto i figli: Sultan, Mohammed, Shamma, Salama, Osha, Sheikha, Lateefa, e Mouza.

## Ascendenza
|                                        |                                         |                                      | Genitori                            |  |  | Nonni |  |  | Bisnonni                              |  |  | Trisnonni                               |  |
|                                        |                                         |                                      |                                     |  |  |       |  |  | Sceicco Zayed I bin Khalifa Al Nahyan |  |  | Sceicco Khalifa bin Shakbut Al Nahyan * |  |
|                                        |                                         |                                      |                                     |  |  |       |  |  | Sceicco Zayed I bin Khalifa Al Nahyan |  |  | Sceicco Khalifa bin Shakbut Al Nahyan * |  |
|                                        |                                         | …                                    |                                     |  |  |       |  |  | Sceicco Zayed I bin Khalifa Al Nahyan |  |  |                                         |  |
| Sceicco Sultan bin Zayed Al Nahyan     |                                         |                                      |                                     |  |  |       |  |  | Sceicco Zayed I bin Khalifa Al Nahyan |  |  |                                         |  |
|                                        |                                         | Maryam bint Mohammed Al-Falahi       | Mohammed bin Saif Al-Falahi         |  |  |       |  |  |                                       |  |  |                                         |  |
|                                        |                                         | Maryam bint Mohammed Al-Falahi       | Mohammed bin Saif Al-Falahi         |  |  |       |  |  |                                       |  |  |                                         |  |
|                                        |                                         | Maryam bint Mohammed Al-Falahi       | …                                   |  |  |       |  |  |                                       |  |  |                                         |  |
| Sceicco Zayed II bin Sultan Al Nahyan  |                                         | Maryam bint Mohammed Al-Falahi       |                                     |  |  |       |  |  |                                       |  |  |                                         |  |
|                                        |                                         | Sceicco Bhuti bin Suhail Al Maktum   | Sceicco Suhail bin Maktum Al Maktum |  |  |       |  |  |                                       |  |  |                                         |  |
|                                        |                                         | Sceicco Bhuti bin Suhail Al Maktum   | Sceicco Suhail bin Maktum Al Maktum |  |  |       |  |  |                                       |  |  |                                         |  |
|                                        |                                         | Sceicco Bhuti bin Suhail Al Maktum   | …                                   |  |  |       |  |  |                                       |  |  |                                         |  |
| Sceicca Salma bint Bhuti Al Maktum     |                                         | Sceicco Bhuti bin Suhail Al Maktum   |                                     |  |  |       |  |  |                                       |  |  |                                         |  |
|                                        |                                         | …                                    | …                                   |  |  |       |  |  |                                       |  |  |                                         |  |
|                                        |                                         | …                                    | …                                   |  |  |       |  |  |                                       |  |  |                                         |  |
|                                        |                                         | …                                    | …                                   |  |  |       |  |  |                                       |  |  |                                         |  |
| Sceicco Khalifa bin Zayed Al Nahyan    |                                         | …                                    |                                     |  |  |       |  |  |                                       |  |  |                                         |  |
|                                        | Sceicco Khalifa bin Shakbut Al Nahyan * | Sceicco Shakbut bin Dhiyab Al Nahyan |                                     |  |  |       |  |  |                                       |  |  |                                         |  |
|                                        | Sceicco Khalifa bin Shakbut Al Nahyan * | Sceicco Shakbut bin Dhiyab Al Nahyan |                                     |  |  |       |  |  |                                       |  |  |                                         |  |
|                                        | Sceicco Khalifa bin Shakbut Al Nahyan * | …                                    |                                     |  |  |       |  |  |                                       |  |  |                                         |  |
| Sceicco Mohammed bin Khalifa Al Nahyan | Sceicco Khalifa bin Shakbut Al Nahyan * |                                      |                                     |  |  |       |  |  |                                       |  |  |                                         |  |
|                                        |                                         | …                                    | …                                   |  |  |       |  |  |                                       |  |  |                                         |  |
|                                        |                                         | …                                    | …                                   |  |  |       |  |  |                                       |  |  |                                         |  |
|                                        |                                         | …                                    | …                                   |  |  |       |  |  |                                       |  |  |                                         |  |
| Sceicca Hassa bint Mohammed Al Nahyan  |                                         | …                                    |                                     |  |  |       |  |  |                                       |  |  |                                         |  |
|                                        |                                         | …                                    | …                                   |  |  |       |  |  |                                       |  |  |                                         |  |
|                                        |                                         | …                                    | …                                   |  |  |       |  |  |                                       |  |  |                                         |  |
|                                        |                                         | …                                    | …                                   |  |  |       |  |  |                                       |  |  |                                         |  |
| …                                      |                                         | …                                    |                                     |  |  |       |  |  |                                       |  |  |                                         |  |
|                                        |                                         | …                                    | …                                   |  |  |       |  |  |                                       |  |  |                                         |  |
|                                        |                                         | …                                    | …                                   |  |  |       |  |  |                                       |  |  |                                         |  |
|                                        |                                         | …                                    | …                                   |  |  |       |  |  |                                       |  |  |                                         |  |
|                                        |                                         | …                                    |                                     |  |  |       |  |  |                                       |  |  |                                         |  |